# 안영현
안영현(安永賢)은 조선민주주의인민공화국의 정치인이다. 안영현은 1999년과 2003년에 최고인민회의에서 대표로 참가했다.

## 같이 보기
- 조선민주주의인민공화국의 정치